# 頓
頓（とん）は、漢姓の一つ。

## 朝鮮の姓
頓（とん、トン、朝: 돈）は、朝鮮人の姓の一つである。

### 著名な人物
- 頓智徳（朝鮮語版） - 韓国のサッカー選手。

### 氏族
《東国輿地勝覧》によると高麗の太祖王建が木川地方の百済流民たちに賜姓したことに始まるという。
| 氏族（地域） | 創始者 | 人数（2015年） |
| ------------ | ------ | -------------- |
| 木川頓氏     |        | 86             |
| 乙支頓氏     |        | 5              |
| 泰平頓氏     |        | 11             |
| 咸平頓氏     |        | 12             |

### 人口と割合
1930年度に国勢調査当時は36世帯あり、そのうち31世帯が平安南道、残りは黄海道と平安北道にあった。
| 年度   | 人口  | 世帯数 | 順位         | 割合 |
| ------ | ----- | ------ | ------------ | ---- |
| 1930年 |       | 12世帯 |              |      |
| 1960年 | 67人  |        | 258姓中213位 |      |
| 1985年 |       |        | 274姓中230位 |      |
| 2000年 | 115人 |        |              |      |
| 2015年 | 117人 |        |              |      |